# Carlos Sánchez Jiménez
Carlos Sánchez Jiménez (Palma de Mallorca, 19 de abril de 2001) es un futbolista español que juega como defensa central en el Orihuela C.F. de la Segunda División RFEF.

## Trayectoria
Es un lateral derecho natural de Palma de Mallorca formado en las categorías inferiores del RCD Mallorca, hasta que en 2018 ingresó en el Club Deportivo San Francisco de Palma de Mallorca para jugar en el juvenil "A".
En la temporada 2019-20, regresa al RCD Mallorca para acabar su etapa de juvenil.
En octubre de 2020, firma por el Club Deportivo Andrach de la Tercera División de España, con el que lograría el ascenso a la Segunda Federación al término de la temporada.
En la temporada 2021-22, continuó en las filas del conjunto mallorquín disputando 33 partidos en la Segunda Federación y dos encuentros de la Copa del Rey, uno frente al Real Oviedo y en segunda ronda frente al Sevilla FC donde serían eliminados en la tanda de penaltis por 6 a 7.
El 28 de junio de 2022, tras consumarse el descenso del Club Deportivo Andrach, firma por el FC Cartagena "B" de la Segunda División RFEF.
El 14 de enero de 2023, debuta con el primer equipo del Fútbol Club Cartagena en la Segunda División de España, disputando los 90 minutos del encuentro frente a la SD Huesca en la jornada 23 de liga, que acabaría con empate a cero.
El 1 de julio de 2024, pasa a formar parte de la plantilla del Orihuela C.F. de la Segunda Federación.

## Clubes
Actualizado al último partido disputado el 15 de enero de 2023.
| Club                   | País   | Año        | Partidos | Goles |
| ---------------------- | ------ | ---------- | -------- | ----- |
| Club Deportivo Andrach | España | 2020-2022  | 35       | 0     |
| FC Cartagena "B"       | España | 2022-2024. | 42       | 2     |
| FC Cartagena           | España | 2022-2024  | 4        | 0     |
| Orihuela C.F.          | España | 2024.Act   |          |       |